# Palais de la République serbe

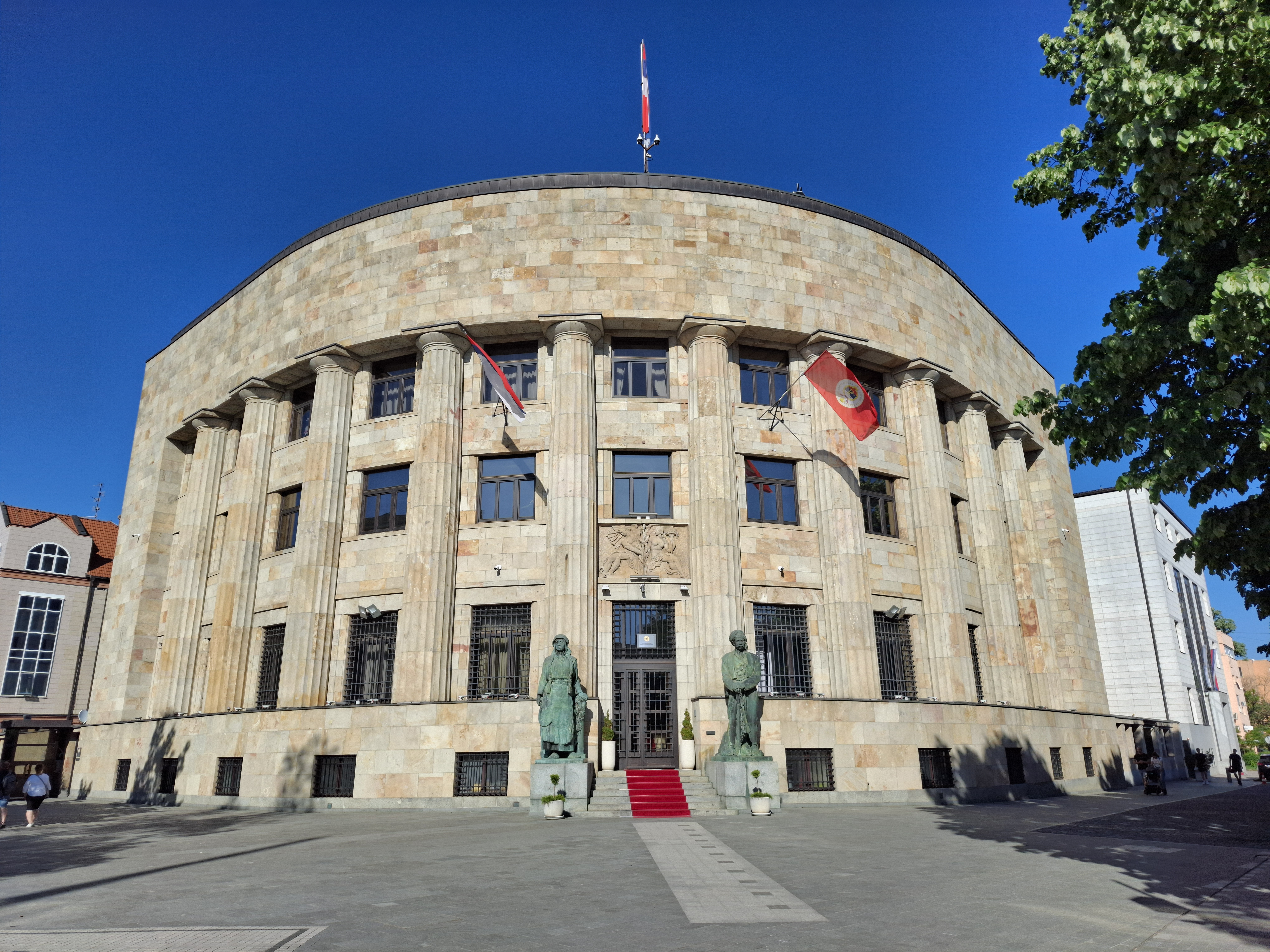
Le palais de la République serbe.

Le palais de la République serbe (en serbe cyrillique : Палата Републике Српске ; en serbe latin : Palata Republike Srpske) est un édifice situé à Banja Luka, la capitale de la république serbe de Bosnie, en Bosnie-Herzégovine. Il a été construit en 1936, à l'époque du ban Svetislav Tisa Milosavljević. Depuis le 24 avril 2008, il sert de résidence officielle au président de la république serbe de Bosnie.

## Histoire
L'actuel palais de la République serbe a été construit en 1936 pour accueillir les bureaux de la Banque hypothécaire. Il a été restauré pour une somme de 5,5 millions d'euros pour en faire la résidence du président de la république serbe de Bosnie.

## Architecture

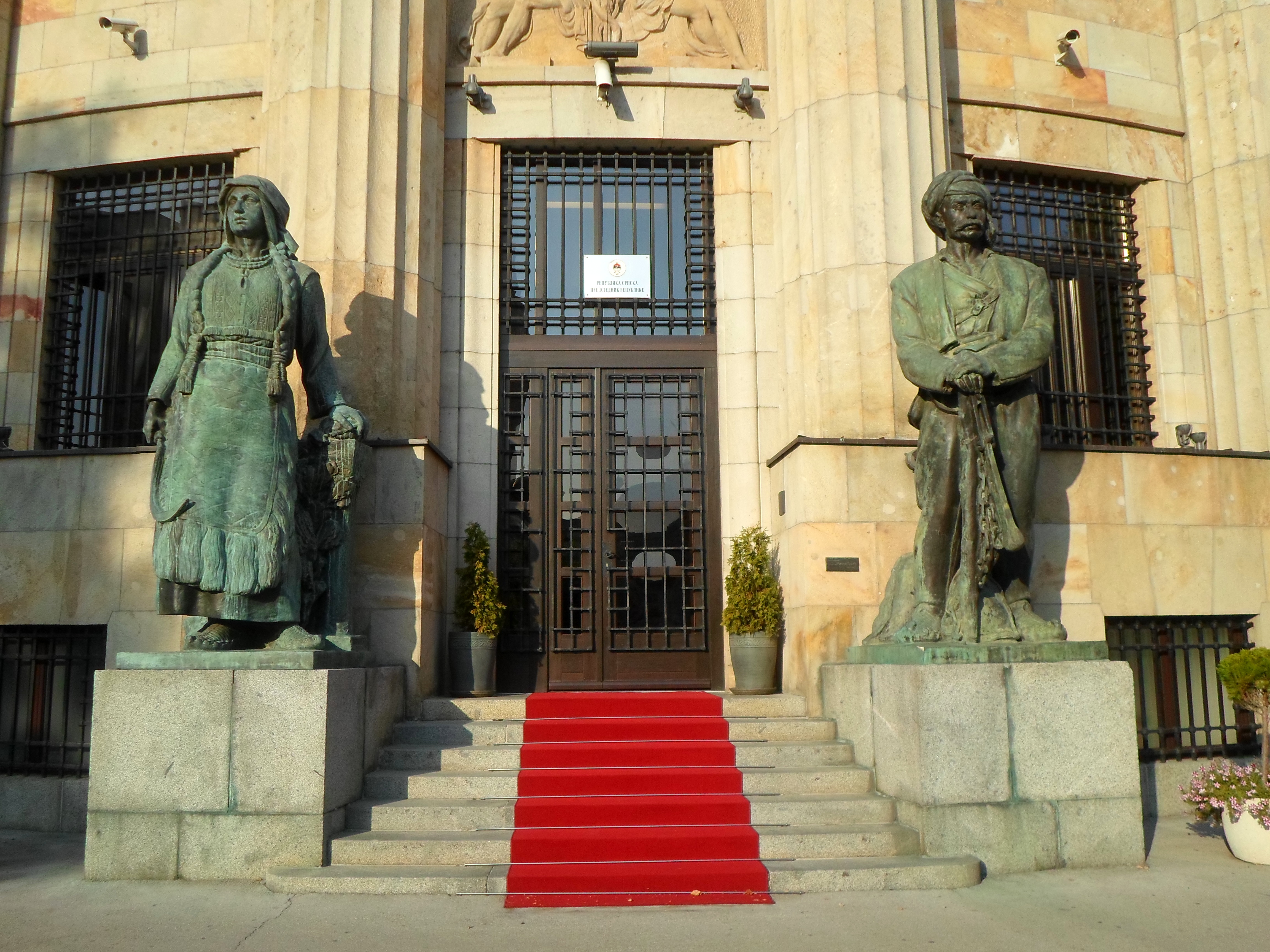
Sculptures de l'entrée.

Le bâtiment, caractéristique de l'architecture des années 1930, mêle des éléments néoclassiques et des éléments empruntés au Bauhaus. Les deux statues monumentales en bronze qui flanquent le portail d'entrée, figurant des paysans de la Krajina de Bosnie, sont des œuvres du sculpteur ukrainien Volodemer Zahorodnjuk.